# Chemtou
Chemtou o Chimtou (en idioma árabe: شمتو ) es un sitio arqueológico en el noroeste de Túnez, donde las ruinas de la antigua ciudad de Simitthu (o Simithu o Simitthus), forman parte de la provincia romana de África proconsular.
El poblado fue fundado en el siglo IV antes de Cristo por los númidas, y más tarde romanizada, después de haberse extinguido en el siglo IX o X. Situado a unos 20 km al oeste de la ciudad de Jendouba, cerca de la frontera con Argelia, se encuentra en la encrucijada de dos importantes vías: la que unía a Cartago con Hipona (Annaba) y que conectaba Thabraca (Tabarka) con Sicca Veneria (Al-Kāf). La ciudad es conocida principalmente por sus canteras, donde se extraía el mármol de color amarillo (marmor numidicum ou giallo antico), uno de los más preciosos del Imperio romano.
Las ruinas representan un periodo de ocupación de 1500 años y ocupan más de 80 hectáreas que no están completamente excavadas. La primera excavación se llevó a cabo a finales del siglo XIX. A finales de 1960 un equipo de Túnez-Alemania llevó a cabo varias excavaciones, y pusieron a la vista algunos elementos de la ciudad y una vía que conecta con Thabraca y permitía transportar el mármol por el Mediterráneo. Los restos encontrados son los típicos de las ciudades romanas: templos, termas, acueducto, anfiteatro, así como alojamiento para los trabajadores de las canteras, cuyo número era superior a un millar.
En 2012, el gobierno de Túnez propuso la inclusión de dos elementos del sitio para su futura inclusión en la lista de Patrimonio Mundial de la UNESCO: la necrópolis númida como parte de mausoleos reales de Numidia, Mauritania y monumentos funerarios preislámicos, así como las antiguas canteras de mármol númida.
Simitthu es un sede titular de la Iglesia católica.

## Localización y geología
Chemtou se encuentra en el extremo noroeste de Túnez, a unos 23 km al oeste de la capital provincia, Jendouba, en el curso medio del río Meyerda, el curso de agua más importante del país. La parte alta del valle del Meyerda, que hoy es la región agrícola más importante de Túnez, se limita al oeste y al norte por las altas montañas que en su parte sur tiene crestas poco elevadas.
El Djebel Chemtou (monte Chemtou), es una cresta montañosa de dos kilómetros de extensión, se sitúa a menos de 15 km de la vertiente occidental del valle, lejos del límite de las montañas, situada al noroeste de la ciudad. Se trata de un macizo calcáreo accidentado cuya superficie se convierte en roja debido a la presencia de óxido de hierro. En su extremo oeste está formado por altos acantilados que dominan el Meyerda. El espolón rocoso forma una meseta protegida contra inundaciones, que se eleva a 85 metros sobre el nivel del río a lo largo de más de 400 metros y es un punto de referencia en el valle.

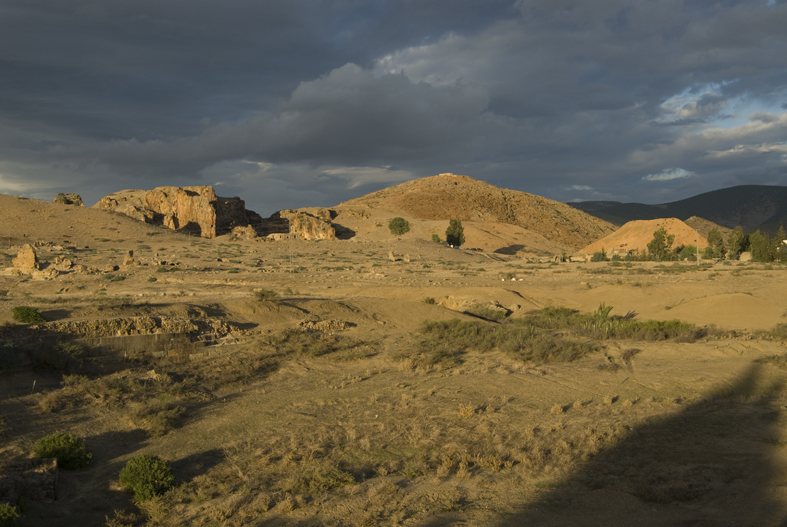
El Monte del Templo (Tempelberg), la cumbre oriental del Djebel Chemtou.

El Djebel Chemtou está compuesto en más de un kilómetro, por piedra caliza conocida desde la antigüedad como «mármol antigu»" (giallo antico). Esta piedra fue descubierta y explorada antes de la época romana, desde el reinado de Micipsa (r. 148-118 aC). El mármol se usó en Roma en la segunda mitad del siglo I antes de Cristo en la columna erigida, en honor del fallecido Júlio César, por el pueblo.
Muchas de las zonas de fractura de la roca forman en su totalidad, las mayores canteras de mármol antiguo del norte de África, a pesar de que se extienden por menos de 400 metros cuadrados, mucho menos que otras canteras imperiales romanas. El mármol está disponible en todas las variantes de amarillo, rosa y rojo y cuenta por sus venas, sus capas estratificadas y su estructura de brechas en movimiento. En cuanto a la gama de colores, no tiene comparación con otras piedras antiguas. Un edicto del emperador Diocleciano de finales del siglo III se refirió agiallo antico en el tercer lugar entre las 18 variedades de mármol, con un precio de 200 denarios por pie cúbico (25,46 decímetro cúbico). Los dos tipos de mármol que lo superaron fueron el pórfido rojo de Egipto y pórfido verde griego.
El Djebel Chemtou se divide en tres partes: la cordillera oriental se llama «Monte del Templo», la «Montaña Amarilla» centro y la cresta oeste «Montaña de la ciudad». Fue la primera que fue descubierta por primera por sus materiales de mármol para la construcción en el siglo II antes de Cristo, pero la mayor parte de la actividad de la extracción, hasta el siglo IV tuvo lugar en la «Montaña Amarilla». La colonia númida-púnica, cuya dimensión todavía es desconocida, se situó en la «Montaña de la ciudad». Más tarde, la colonia romana Colonia Iulia Augusta Numidica Simitthensium se extendió alrededor del espolón occidental.

## Historia

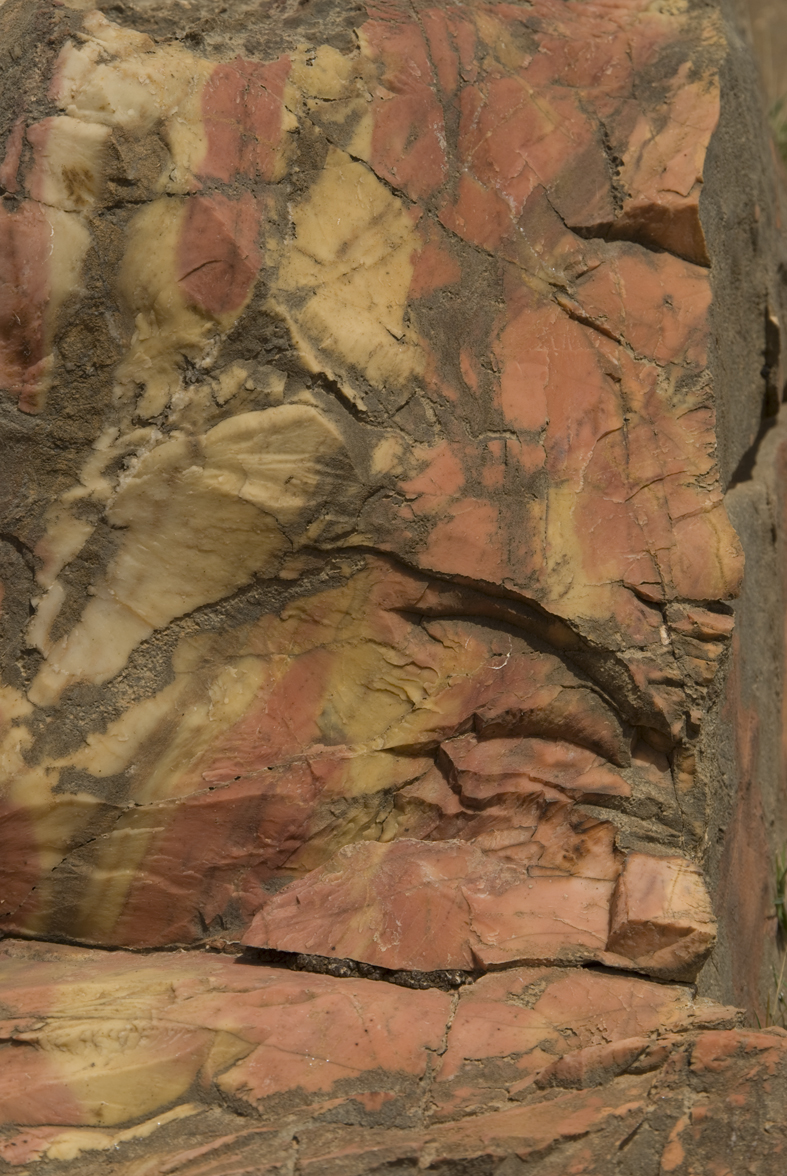
El llamado marmor numidicum ou giallo antico, al cual Simittu debe a su prosperidad.

Chemtou es conocido sobre todo para la extracción de mármol, que era un monopolio imperial en la época romana. La región ha sido habitada continuamente desde la prehistoria y debe su riqueza a la gran fertilidad agrícola del valle del Meyerda. En la época romana, hubo una intensa explotación de los recursos en la región: mármol negro y piedra caliza se extraen en Ain el Ksair, la piedra caliza verde en la vecindad del sitio bizantino Bordj Helal y piedra arenisca amarilla en Thuburnica.

### Colonia númida-púnica
Después de la conquista del valle del Meyerda por númidas se estableció una colonia, que se supone que ya existía en el siglo V antes de Cristo, Poco a poco, la pequeña ciudad se desarrolló gracias a su posición en el cruce de Meyerda con la intersección de dos rutas importantes que conectaban Cartago a Hipona través Bula Regia y a Tabraca con Sica Veneria. El rey númida Micipsa (r. 148-118 aC) erigió un santuario a su difunto padre Massinissa gracias a las canteras de mármol que no fueron exploradas en el siglo II a. C.. De hecho, desde su fundación la colonia tenía importantes contactos comerciales con el Mediterráneo, que permitían la exportación sistemática del mármol giallo antico. También sufrió influencias de la cultura púnica, como lo atestiguan, por ejemplo, la construcción y el uso del sistema de unidades cartaginesas. La colonia se descubre, con sus caminos, canales y zonas residenciales en la década de 1980 en el barrio del Foro Romano. Incluye una necrópolis prerromana, conservada bajo el foro y utilizado entre los siglos IV aC y I, con tumbas monumentales que ha sido parcialmente reconstruidas.

### Ciudad romana
La conquista romana tuvo lugar en el año 46 a. C. A principios del período imperial, la ciudad era un municipio antes de convertirse en una colonia en el 27 aC con el nombre Colonia Iulia Augusta Numidica Simitthensium. En el siglo I a. C., durante el reinado de Augusto, fue iniciada una excavación en  gran escala; la operación fue confiada a los veteranos, que dirigían condenados a trabajos forzados. El mármol amarillo antiguo pasó a ser considerado por la alta sociedad romana como material de lujo muy apreciado —más tarde tuvo una excelente reputación entre los italianos con el nombre de giallo antico—. Se utilizó en Roma en faustosas construcciones imperiales; también fue colocado en la construcción de edificios locales de prestigio - especialmente los templos y las villas, así como en diferentes provincias romanas y bizantinas. El mármol está presente en las columnas de las palestras de las termas de Antonino Pio en Cartago.
La ciudad se desarrolló en paralelo con el crecimiento de las canteras. Prosperó durante el Alto Imperio y alcanzó su apogeo durante la dinastía de los Severo (193-195). Durante este período, y se monumentalizó, como había ocurrido con otras ciudades de África romana. En el 411 la ciudad fue conocida como la sede de una diócesis. Fue seguido por la ocupación de los vándalos y más tarde los bizantinos. La extinción de la vida urbana ocurrió a más tardar durante el siglo VII, un fenómeno que también es visible en otras ciudades de la región. Las poblaciones en un gran escala más recientes son árabes y se remontan a principios del reino de los aglábidas y de los fatimí en los siglos IX y X. 

### Sede titular
Simitthu es una sede titular de la Iglesia católica, un título formal sin jurisdicción territorial efectiva. Esta diócesis ficticia recuerda la diócesis de la ciudad vieja desapareció después de la conquista árabe en el siglo VII y pertenecía a la provincia eclesiástica de Cartago.
| Nº | Nombre                    | Cargo                                                                                  | Inicio                | Fin                   |
| -- | ------------------------- | -------------------------------------------------------------------------------------- | --------------------- | --------------------- |
| 1  | Joseph Arthur Papineau    | Obispo emérito de la Dióceses de Joliette (Canadá)                                     | 3 de enero de 1968    | 15 de febrero de 1970 |
| 2  | Joseph Maximilian Mueller | Obispo emérito de Sioux City (Estados Unidos)                                          | 20 de octubre de 1970 | 13 de janeiro de 1971 |
| 3  | Antonio Sahagún López     | Obispo auxiliar de Guadalara (México)                                                  | 31 de octubre de 1973 | 31 de octubre de 2005 |
| 4  | Meron Mazur               | Obispo auxiliar de la Eparquia de São João Batista en Curitiba dos Ucranianos (Brasil) | 21 de octubre de 2005 | —                     |

## Elementos del sitio arqueológico

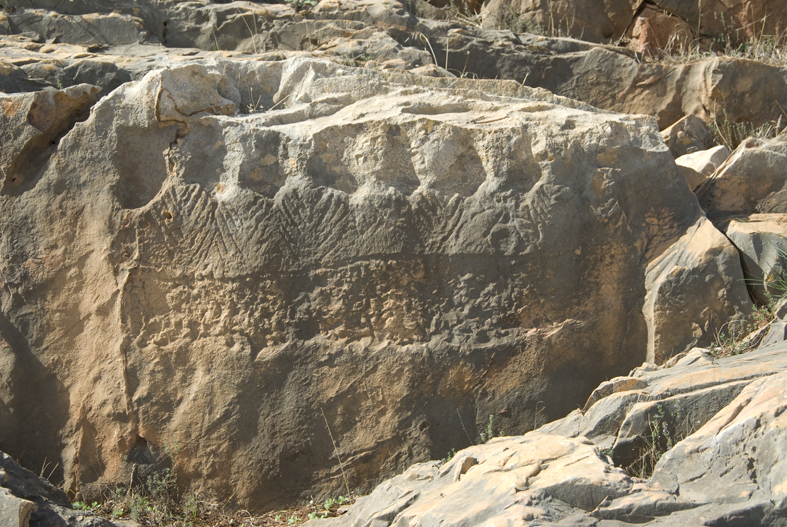
Relieves en el santuario romano de Dii Mauri-

Las pruebas de la larga historia de Chemtou se encuentran conservadas en parte en el macizo y en sus vertientes sur, oeste y norte. La ciudad conserva todas las construcciones típicas de las ciudades romanas: un anfiteatro, un teatro, un foro con una basílica y una fuente , una mercado cubierto, un ninfeo al menos tres complejos de balnearios, algunos arcos de triunfo y, al menos, cinco iglesias de culto paleocristiano. Todavía hay un edificio en la parte noroeste de la ciudad que se cree que fue dedicado al culto imperial o, más probablemente, lo que usualmente se llama «templo itálico».
Por otra parte, en el Djebel Bou Rfifa una colina cercana, hay otros santuarios romanos, el Dii Mauri en la vertiente oriental y la Caelestis en la vertiente occidental. El sitio tiene monumentos que son específicos o raros, lo que constituye un testimonio de su carácter excepcional, no únicamente en el espacio de la Túnez actual, sino también en todo el Norte de África.

### Santuario númida

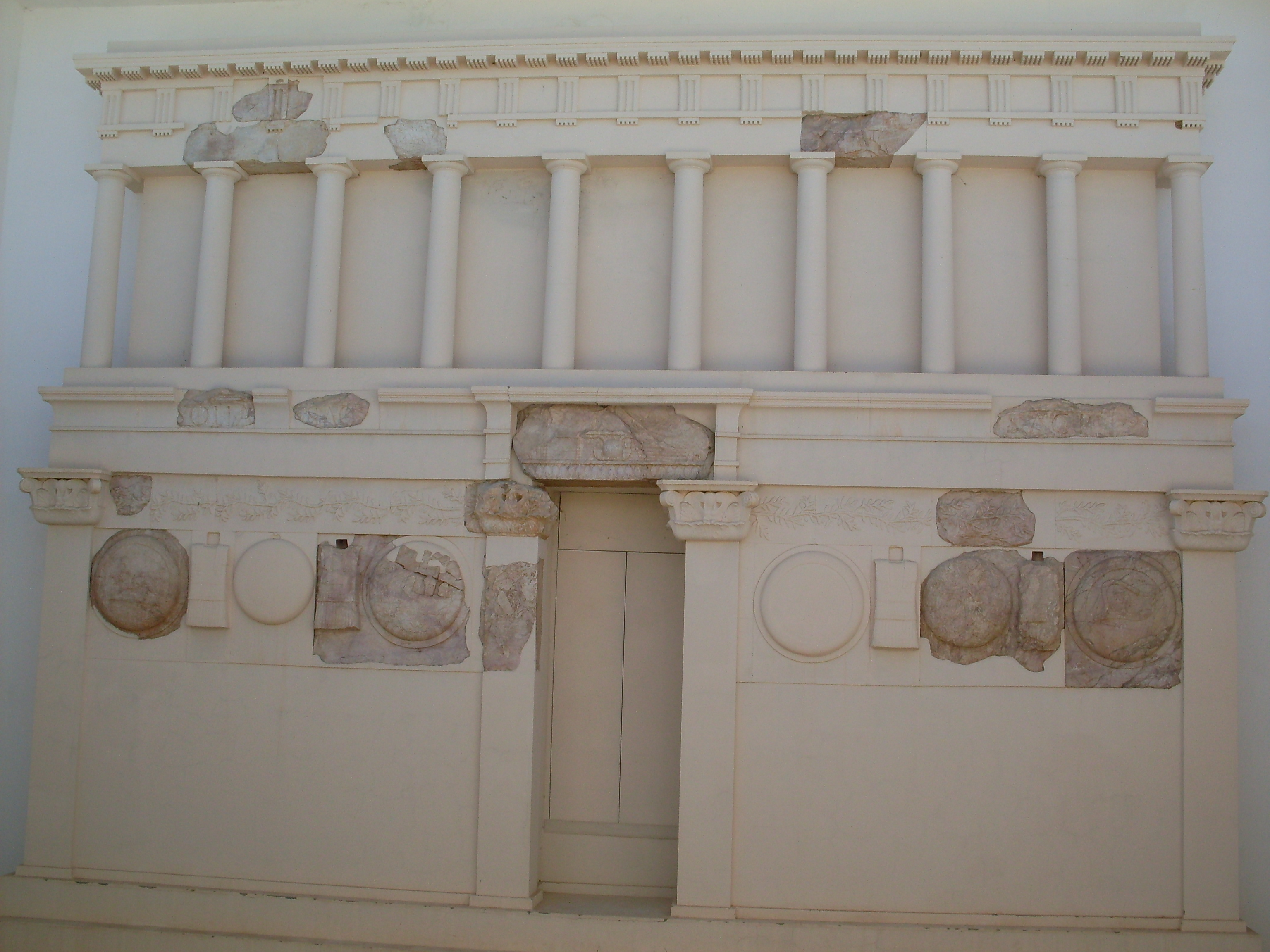
Reconstitución de la fachada del santuario númida, en la exposición del Museo de Chemtou.

En la cima del Monte del Templo se encontraba un santuario númida, atribuido al rey Micipsa. El padre de este, Massinissa, aliado de Roma desde la segunda guerra púnica, tomó posesión de la parte superior del valle del Meyerda en 152 a. C. Después de su muerte, su hijo y sucesor le dedicó cerca del 139 a. C., un altar con diez metros de altura en la cima de la montaña. La utilización del mármol como material de construcción marca el descubrimiento del mármol amarillo antiguo. El santuario es un rectángulo de aproximadamente doce metros de largo por cinco metros y medio de ancho. Fue modelado a partir de una roca aplanada donde las depresiones y otras irregularidades fueron llenadas con empedrado plano de bloques paralelepípedos. La construcción está compuesta de grandes bloques de mármol, unidos por espigas y no tiene interior. Algunos de los bloques de la fundación se conservan in situ.
El monumento está constituido por una base elevada orientada al este, hacia el sol naciente. Por un lado hay una puerta falsa que lleva a un pedestal con tres niveles. En la base se encuentra una segunda planta con forma de un pabellón de columnas dóricas. El edificio estaba decorado con ricas ornamentaciones, sobre todo por un relieve escultórico. Las piezas de decoración son algunos de los ejemplos más valiosos de la arquitectura real númida, los pocos que han llegado a nuestros días, se presentan con influencias egipcias, más en concreto de Alejandría. Estas influencias parecen ser selectivas, de acuerdo con Hédi Slim demostraría «cierta autonomía del helenismo númida».
Algunos vestigios se pueden ver en la reconstitución del santuario en el Museo de Chemtou. En la época romana, el santuario siguió funcionando como un templo dedicado al dios Saturno. Al final del siglo II, se realizó una ampliación que involucró varios trabajos de renovación, una iniciativa del pro magistrado Amyrus. Se añadieron dos alas, una rampa de acceso y una escalera tallada en la roca. Hay dos santuarios construidos en la colina: en el lado occidental, es un templo de Juno Caelestis, ampliado en la segunda mitad del siglo II, durante la dinastía Flavia; el lado este se encuentra elsantuario de Dii Mauri construido durante la dinastía Severa (193-195).
En el siglo IV el sitio fue ocupado por una pequeña iglesia con tres naves, en cuya construcción se utilizaron elementos arquitectónicos del santuario destruido.

## Relieve

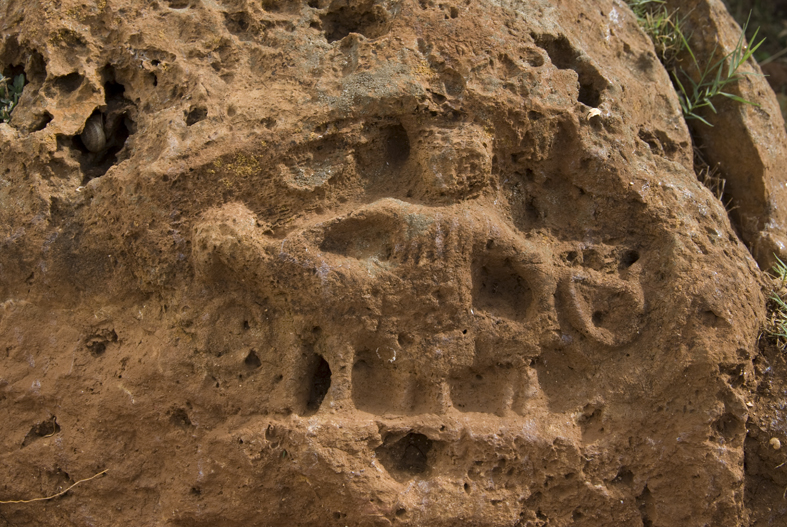
Uno de los relieves en el templo de Saturno.

A finales de los años 1960 fue descubierta en el monte del Templo, al sur del santuario númida, la mayor serie conocida de relieves romanos del Norte de África, compuesta por cerca de 200 piezas. En 1992, el número total de relieves se estimó en alrededor de 300. Esculpidos en partes del suroeste, oeste y norte de la montaña, se encuentran bastante degradados y únicamente son visibles con luz incidente oblicua. Los motivos de los relieves son esencialmente siempre los mismos: un consagrante, un altar y un sacrificio que, cuando es visible, es de una oveja. El consagrante está generalmente representado montando al animal sacrificado. A pesar de no encontrar ninguna epigrafía están ligados a la tipología del dios Saturno. Los relieves dedicados a este dios forman uno de los grupos más importantes de monumentos Norte de África, lo que demuestra la veneración popular de este dios.
Los relieves están dispuestos en grupos y se encuentran en la medida de lo posible sobre desniveles de rocas naturales. Es frecuente que tengan un nicho en la parte delantera, donde era posible colocar los ex-votos. En algunos casos se encontraron fragmentos de varias ollas, y una lámpara de aceite. Los relieves más antiguos datan del siglo I.

### Puente sobre el Meyerda

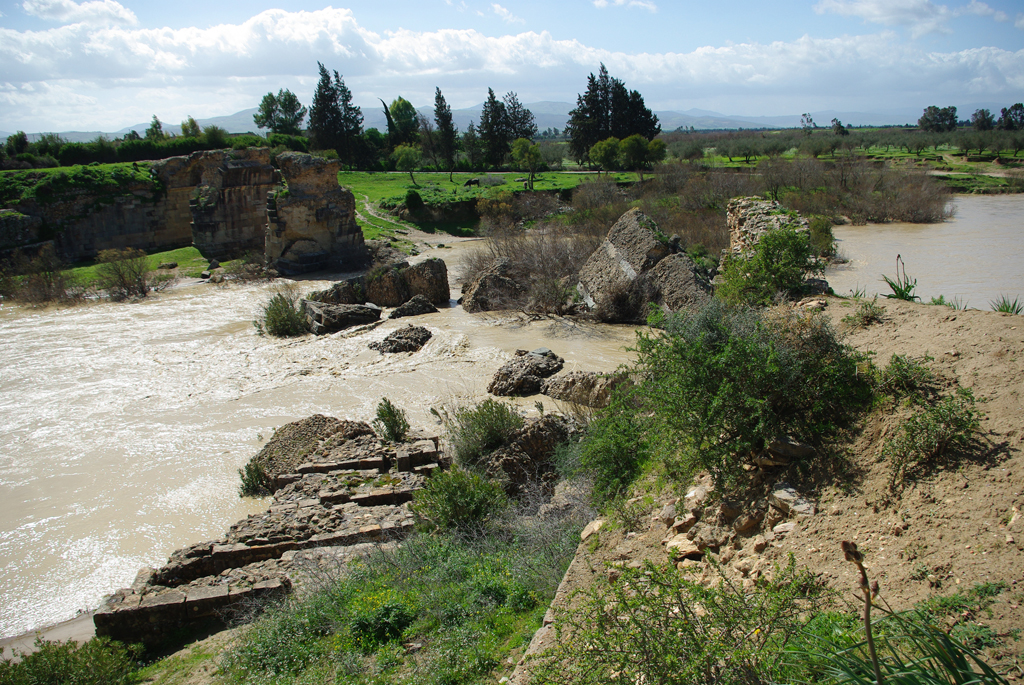
Ruinas del puente sobre el Meyerda.

El puente romano sobre el río Meyerda es el edificio más grande de su tipo en el norte de África y tiene una excepcional importancia desde el punto de vista de la historia de la arquitectura y de la técnica de ingeniería. Con él se permitió que la vía romana que conectaba la Thuburnica - Sicca Veneria del río hacia Chemtou. En los aluviones de un río muy sinuoso, las dificultades de construcción debido a la naturaleza del suelo y las inundaciones anuales hicieron su construcción una aventura arriesgada.
En el siglo I, durante el reinado de Tiberio hubo un primer intento de su construcción, pero el trabajo, llamado pons uetus ( «puente viejo"), no sobrevivió el siglo y no dejó ningún rastro. En el 112, Trajano ofreció un nuevo puente a la ciudad, como lo demuestra una inscripción dedicación exhibida en el Museo Chemtou. El puente, llamadosnouus pons («puente nuevo») fue construido por el ejército. Los restos visibles son los de un edificio de finales del siglo III. La construcción del puente implicaba ciertamente la desviación temporal del curso del río. Una construcción a partir de cajones de madera de 30 m de ancho y 1,5 m de espesor, lleno de mortero sobre la base de cal (opus caementicium) y sellado con bloques de piedra, se construyó en el lecho del río. El puente estaba sujeto al flujo del río muy variable y se reforzó en varias ocasiones, lo que no pudo evitar el debilitamiento de la junta y finalmente provocó el colapso del puente en el siglo IV.
El puente tenía tres arcos, de los cuales uno era usado para el paso del agua, para funcionar simultáneamente como represa. Únicamente el pilar oriental se encuentra todavía en su posición original. En la construcción se utilizaron bloques de piedra calcárea verdosa de Bordj Helal, mármol gris, calcáreo de Aïn El Ksir y rocas amarillas de origen desconocido.

### Molino de la turbina

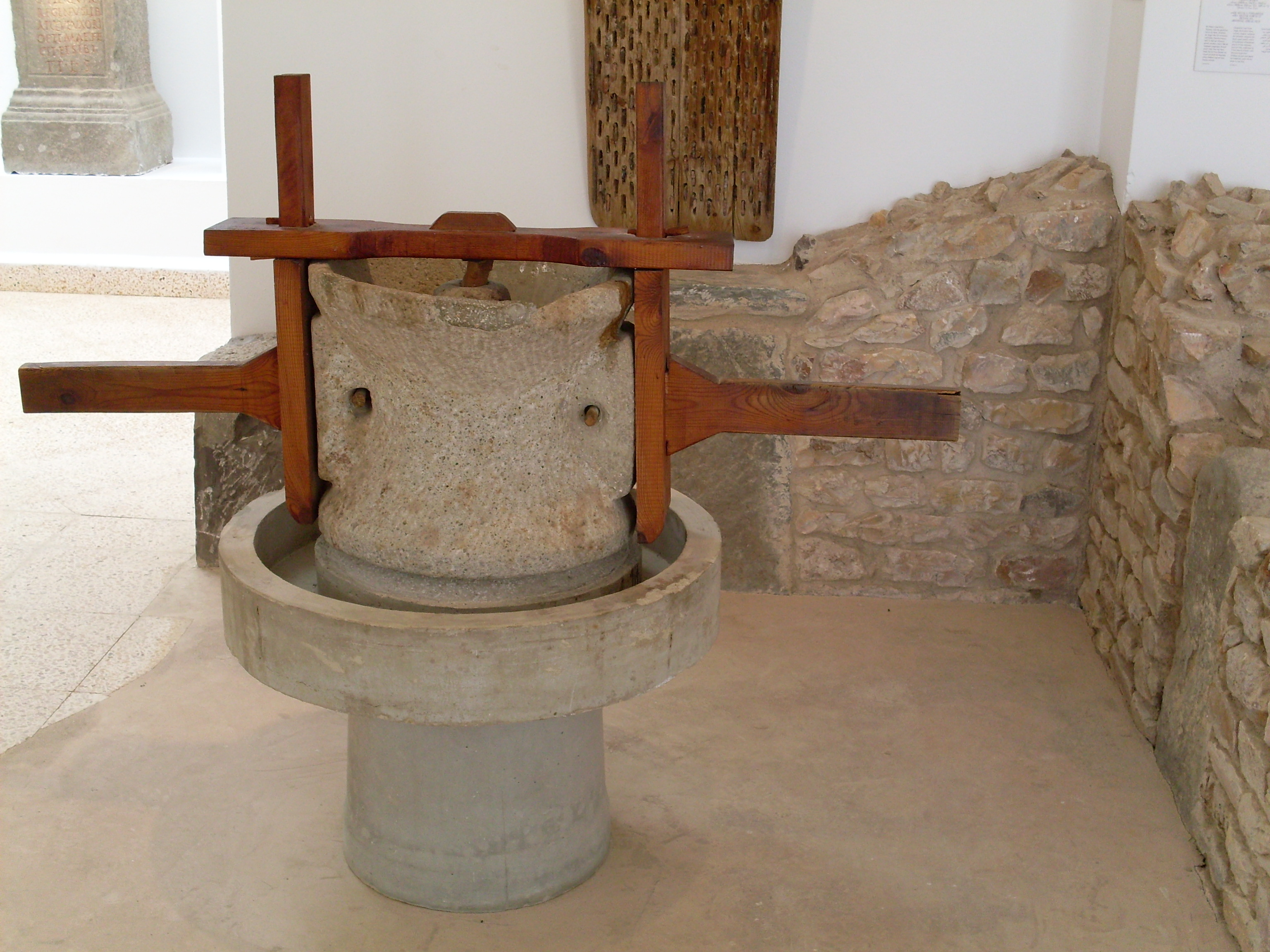
Molino en la exposición en el Museo de Chemtou.

Alrededor de un siglo después de la inauguración del puente, se construyó un molino de agua impulsado por turbinas, en el margen izquierda aguas abajo del puente. A la par de un molino encontrado en Testour, es una de las únicas obras de su género conocida en el Norte de África.
Es un edificio de planta rectangular realizada en piedra de mampostería. Las turbinas son ruedas de madera de agua montadas horizontalmente directamente vinculadas a tres muelas abrasivas en el eje de la turbina. Debido a que el nivel del río y por lo tanto la velocidad de flujo era muy baja en el verano para mover las ruedas, el agua se canalizó por una levada previamente realizada; que pasaba por los engranajes del molino y aceleraba de forma que funcionara todo el año. En el Museo de Chemtou hay un modelo que muestra el funcionamiento del dispositivo. Como el puente, el molino fue destruido en la primera mitad del siglo IV y la levada fue cerrada.

### Canteras

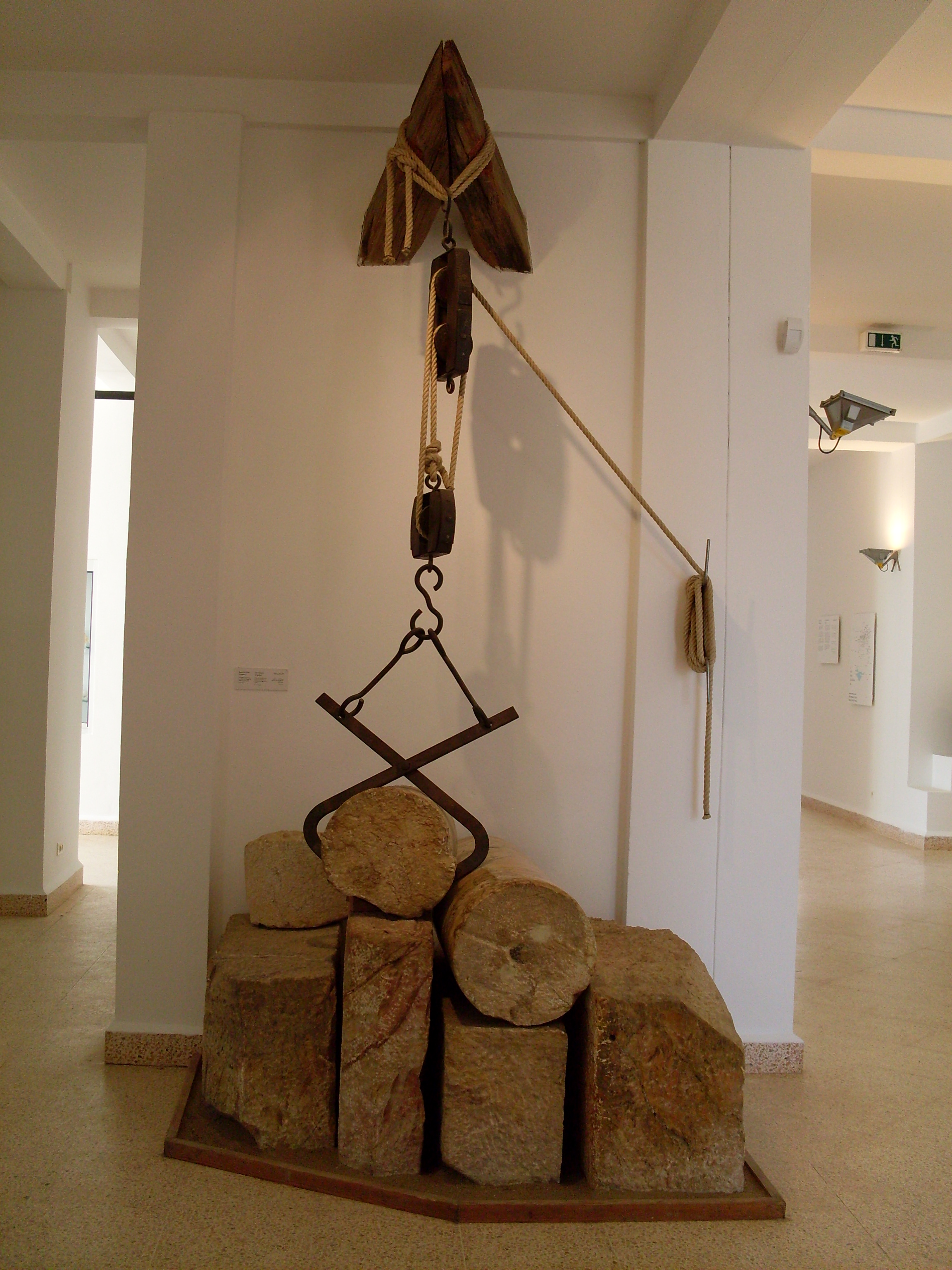
Mecanismo romano de elevación de piedras con pinza usada en las canteras.

Después de ser del dominio real númida, las canteras pasaron a ser propiedad imperial con la llegada de los romanos. Durante el inicio o durante el siglo II parece que habían sido abandonados la explotación privada. El espacio imperial estaba rodeado por un muro. En las construcciones de la ciudad se utilizó muy poco de mármol, por ser muy caro fue destinado a la exportación a través de los puertos de Utica y Thabraca. No obstante la gama de colores ser muy amplia, del de color crema al rosa, los más reputados fueron el amarillo claro y el amarillo oscuro.
Friedrich Rakob estima en 250.000  m³ extraídos volumen de mármol de la montaña por lo que quedó «en ruinas». El volumen de residuos generado por la explotación se estima por el mismo autor en la mitad de esa cantidad, lo cual lleva a la conclusión de que debe haber habido una gestión agrícola especialmente organizada. Se estima que sólo uno de los montones de escombros tiene 45 000 m³.
Los lugares de extracción pudieron ser fechados a través del análisis de las técnicas sucesivamente utilizadas. Los bloques no retirados proporcionaron importantes indicaciones sobre estas técnicas. Las cuñas de hierro eran colocadas en incisiones o ranuras de la roca. Para tallar una columna de ocho metros de altura y un metro de diámetro, se ocupaban a cuatro trabajadores durante 27 días. Los arqueólogos recurrieron a la arqueología experimental para estimar el volumen y el peso del mármol.
Las inscripciones permitieron estudiar la extracción de los bloques de mármol, que era sometida a un control burocrático estricto. Estas inscripciones cesaron después de los Severos, lo que indica un cambio en la gestión del local. Este cambio no significó que la explotación quedó detenida, por lo que no hay duda de que se continuó durante la Antigüedad tardía.

### Cisternas y acueductos

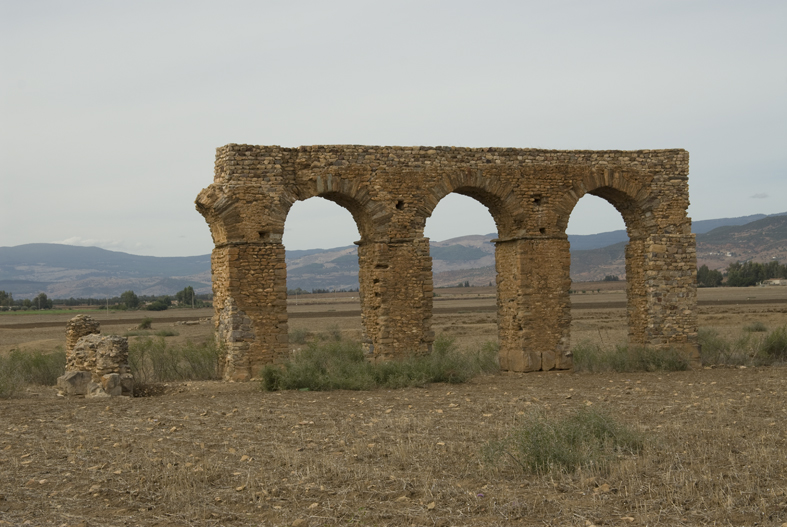
Trecho del acueducto.

Al igual que con cualquier ciudad romana, Chemtou tenía un acueducto urbano que suministraba los baños públicos y privados, pozos públicos y fuentes. La ciudad tenía más necesidad de agua de lo habitual, ya que además del suministro regular para uso y consumo humano, se requería constantemente agua en las canteras, tanto en el campo de trabajo como el aserradero, los molinos y las de forja de herramientas. Por lo tanto, Chemtou tenían un conducto excepcionalmente complejo: el agua se transporta a través de más de 30 km de puentes y arcadas y canales subterráneos, abasteciendo un castellum divisorium situado en el exterior de la ciudad. El castillo de división era un gran depósito destinado para el almacenamiento y distribución de agua. Era un edificio con bóvedas y grandes ventanas para ventilación, con capacidad para cerca de 10 000 m³ de agua. El acueducto salía del castillo divisorio y se dirigía a la muralla norte de la ciudad y a una colina oriental con conductos que conducían el agua hacia el sur, la ciudad y las canteras.